# Гнідава
Гніда́ва — житловий район у Луцьку. Розташований у південній частині міста. З півночі обмежений долиною Стиру, із заходу — дорогою на Львів.

## Історія
Під час будівництва підшипникового заводу були знайдені залишки давньоруських поселень ІХ—Х століть, розташовані вздовж річки Жидувка.
Район має назву колишнього приміського села, яке виконувало господарські повинності на Луцький замок ще у XVII столітті. Перша письмова згадка про село Гнідава як власність шляхтича Міхала Хриніцького датується 1570 роком. Наприкінці ХІХ століття у Гнідаві проживало 242 мешканці, поруч розташовувалась чеська колонія, у якій проживало 195 мешканців. 11 квітня 1930 р. з села вилучено 78 га і приєднано до Луцька.
1957 року село приєднане до міста Луцька.

## Сучасність
Головне підприємство району — підшипниковий завод, побудований на початку 1980-х років. Житлові будинки будувались здебільшого для робітників підприємства, тому й увесь мікрорайон часто називають «ДПЗ» (колишня назва заводу — «Державний підшипниковий завод № 28»).
Інфраструктура:

## Пам'ятки
- Заказник Гнідавське болото